# Everything Is Wrong (альбом)
| Оценки критиков               | Оценки критиков |
| Источник                      | Оценка          |
| ----------------------------- | --------------- |
| AllMusic                      | [ 1 ]           |
| Chicago Tribune               | [ 4 ]           |
| Entertainment Weekly          | A−              |
| The Guardian                  | [ 6 ]           |
| Los Angeles Times             | [ 7 ]           |
| Q                             | [ 8 ]           |
| Rolling Stone                 | [ 9 ]           |
| The Rolling Stone Album Guide | [ 10 ]          |
| Spin                          | 9/10            |
| The Village Voice             | A−              |

Everything Is Wrong — третий студийный альбом американского музыканта Моби, выпущенный в 1995 году.

## Об альбоме
Everything Is Wrong первый успешный альбом Моби в жанре электроника, но настоящая известность к музыканту пришла лишь с выходом альбома Play в 1999 году.
Так же, Everything Is Wrong был первым альбомом, выпущенным музыкантом на лейбле Mute Records.
На сайте лейбла Mute Records есть следующее описание альбома:
| Любой, кто знаком с эклектизмом живых выступлений Moby, не будет удивлён, узнав, что Everything Is Wrong является экстраординарным альбомом, удивительно разнообразным, выказывая дерзкую непочтительность для установленных музыкальных границ. Оригинальный текст (англ.)Anyone familiar with the eclecticism of Moby’s live shows will not be surprised to learn that "EVERYTHING IS WRONG" is an extraordinary record, astonishingly diverse, displaying a brazen disrespect for established musical boundaries. |

Внутри буклета альбома, Moby предлагает два личных эссе, цитаты известных людей о вегетарианстве и правах животных (от Альберта Эйнштейна до Св. Франциска Ассизского), и факты, которые он собрал (например, касающихся экспериментов на животных, вегетарианского образа жизни, уничтожения дождевых лесов и пр.).
Лимитированное 2-х дисковое издание содержало 5 дополнительных треков под названием «Underwater»

## Список композиций

### Mute / CD STUMM 130
| №   | Название                                 | Длительность |
| --- | ---------------------------------------- | ------------ |
| 1.  | «Hymn»                                   | 3:18         |
| 2.  | «Feeling So Real»                        | 3:22         |
| 3.  | «All That I Need Is to Be Loved»         | 2:43         |
| 4.  | «Let’s Go Free»                          | 0:38         |
| 5.  | «Every Time You Touch Me»                | 3:42         |
| 6.  | «Bring Back My Happiness»                | 3:13         |
| 7.  | «What Love»                              | 2:48         |
| 8.  | «First Cool Hive»                        | 5:17         |
| 9.  | «Into the Blue»                          | 5:34         |
| 10. | «Anthem»                                 | 3:28         |
| 11. | «Everything Is Wrong»                    | 1:15         |
| 12. | «God Moving Over the Face of the Waters» | 7:22         |
| 13. | «When It’s Cold I’d Like to Die»         | 4:13         |

### Mute / LCD STUMM 130
| №  | Название              | Длительность |
| -- | --------------------- | ------------ |
| 1. | «Underwater — Part 1» | 5:14         |
| 2. | «Underwater — Part 2» | 5:23         |
| 3. | «Underwater — Part 3» | 7:55         |
| 4. | «Underwater — Part 4» | 7:55         |
| 5. | «Underwater — Part 5» | 16:38        |

## Участники записи
- Kochie Banton (песни «Feeling So Real», «Every Time You Touched Me» — вокал)
- Mimi Goese (песни «Into the Blue», «When It’s Cold I’d Like to Die» — тексты, вокал)
- Mylm Rose (песня «Feeling So Real» — вокал)
- Nicole Zaray (песня «Feeling So Real» — вокал)
- Rozz Morehead (песни «Bring Back My Happiness», «Every Time You Touched Me» — вокал)
- Saundra Williams (песня «Bring Back My Happiness» — вокал)